# Alfonso Barracco
Alfonso Barracco (Crotone, 17 marzo 1810 – Napoli, 15 gennaio 1890) è stato un politico e nobile italiano, senatore del Regno d'Italia a partire dalla VIII legislatura.

## Biografia
Figlio di Luigi (1788-1849) e Maria Chiara Lucifero dei marchesi di Aprigliano (1792-1873) e fratello dei più noti senatori Giovanni e Roberto, convolò a nozze con la principessa Emilia Carafa dei principi di Colubrano dal quale ebbe cinque figli: Enrico, Alberto Maria, Amalia, Carolina e Giulia.
Nel 1861 fu nominato senatore del regno d'Italia con decreto del 20 gennaio.
Alfonso Barracco morì a Napoli il 15 gennaio 1890.